# Ayr

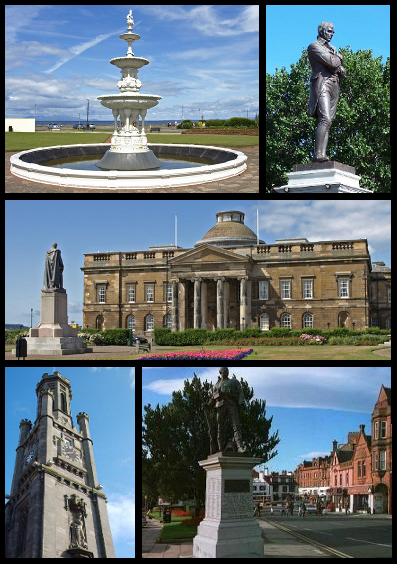

Ayr (gälisch Inbhir Àir) ist eine Stadt im Südwesten von Schottland, am Firth of Clyde gelegen, wo der gleichnamige River Ayr mündet. Sie ist die Hauptstadt der traditionellen Grafschaft Ayrshire und der Verwaltungssitz der Council Area South Ayrshire. Bei Zensuserhebung 2011 lebten in Ayr 46.849 Personen.

## Geschichte
In Ayr befindet sich der Sitz des römisch-katholischen Bistums Galloway, das auf eine über 1600-jährige Geschichte zurückblicken kann. Bischofskirche ist St Margaret’s Cathedral.
Am 26. April 1315 wurde in Ayr das erste schottische Parlament von Robert the Bruce eröffnet. Es war als Inverair oder Inverayr bekannt, was sich auch heute noch in der gälischen Namensform Inbhir Àir zeigt.
1940 errichtete der Unternehmer Billy Butlin in einer Kooperation mit dem Marineministerium ein Trainingslager für die Royal Navy. Er erwarb das Lager nach Kriegsende und betrieb es von 1946 bis 1987 als Butlin’s Ayr. Danach erfolgte die Umbenennung des Ferienresorts in Wonderwest World; seit 1999 wird der Touristenmagnet von Haven Holidays betrieben.

## Bildung
Die University of the West of Scotland hat einen ihrer vier Standorte in Ayr (neben Paisley, Hamilton und Dumfries).

## Sport
Ayr United ist der Fußballclub der Stadt. Er spielt in der Saison 2024/25 in der zweiten schottischen Liga.
Auf der Pferderennbahn von Ayr werden u. a. das Scottish Grand National (im April) und der Ayr Gold Cup (im September) ausgetragen.

## Verkehr
Am nördlichen Stadtrand befindet sich der Flughafen Glasgow-Prestwick.

## Städtepartnerschaft
Partnerstadt von Ayr ist seit 1984 die Stadt Saint-Germain-en-Laye in der französischen Region Île-de-France.

## In Ayr geboren
- Andrew Michael Ramsay (1686–1743), Schriftsteller
- John Loudon McAdam (1756–1836), schottischer Ingenieur, Erfinder des Makadam-Straßenbelags
- Robert Burns (1759–1796), schottischer Dichter, geboren in Alloway, heute Stadtteil von Ayr
- William Maclure (1763–1840), schottischer Geologe, Gelehrter und Philanthrop
- James Fergusson (1808–1886), Geschäftsmann und Architekturhistoriker
- John M. Farquhar (1832–1918), US-amerikanischer Politiker
- Thomas Highet (1853–1907), Fußball- und Cricketspieler
- Edward Provan Cathcart (1877–1954), Physiologe
- Marion Cameron Gray (1902–1979), schottisch-US-amerikanische Mathematikerin
- John Coats (1906–1979), schottischer Theosoph
- Walter MacEwen (1906–1986), Filmproduzent und Filmschaffender
- Nicholas G. Hammond (1907–2001), britischer Althistoriker
- William Ross, Baron Ross of Marnock (1911–1988), britischer Politiker der Labour Party
- Abdalqadir as-Sufi (1930–2021), britischer Autor und Persönlichkeit des Islam
- Anthony Clarke, Baron Clarke of Stone-cum-Ebony (* 1943), Richter und Jurist
- Murray Tosh (* 1950), Politiker (Conservative Party)
- David E. Murray (* 1951), schottischer Unternehmer und ehemaliger Sportfunktionär
- Alan Reid (* 1954), Politiker
- Sheila Walsh (* 1956), Sängerin, Songschreiberin, Predigerin, Autorin und Talkshow-Moderatorin
- Alan McInally (* 1963), ehemaliger schottischer Fußballspieler
- Brian Whittle (* 1964), ehemaliger britischer Leichtathlet
- Corri Wilson (* 1965), Politikerin (Scottish National Party)
- Rhona Martin (* 1966), schottische Curlerin
- Craig Burley (* 1971), Fußballspieler
- Charles Cumming (* 1971), Autor von Spionageromanen
- Nicola Slater (* 1984), Tennisspielerin
- Drew McIntyre (* 1985), schottischer Wrestler
- Stuart Martin (* 1986), Schauspieler

## Weblinks

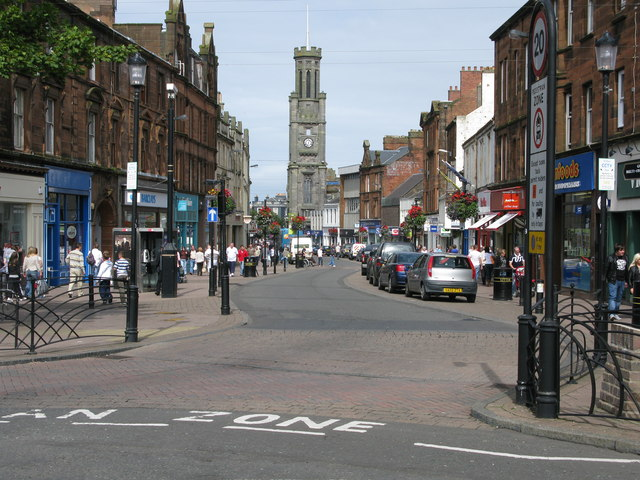
High Street und Wallace Tower
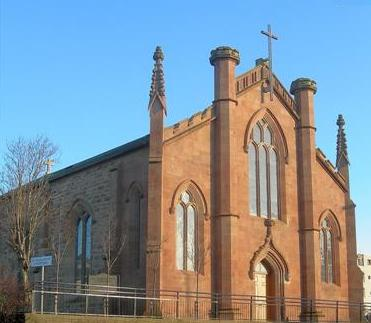
St Margaret’s Cathedral
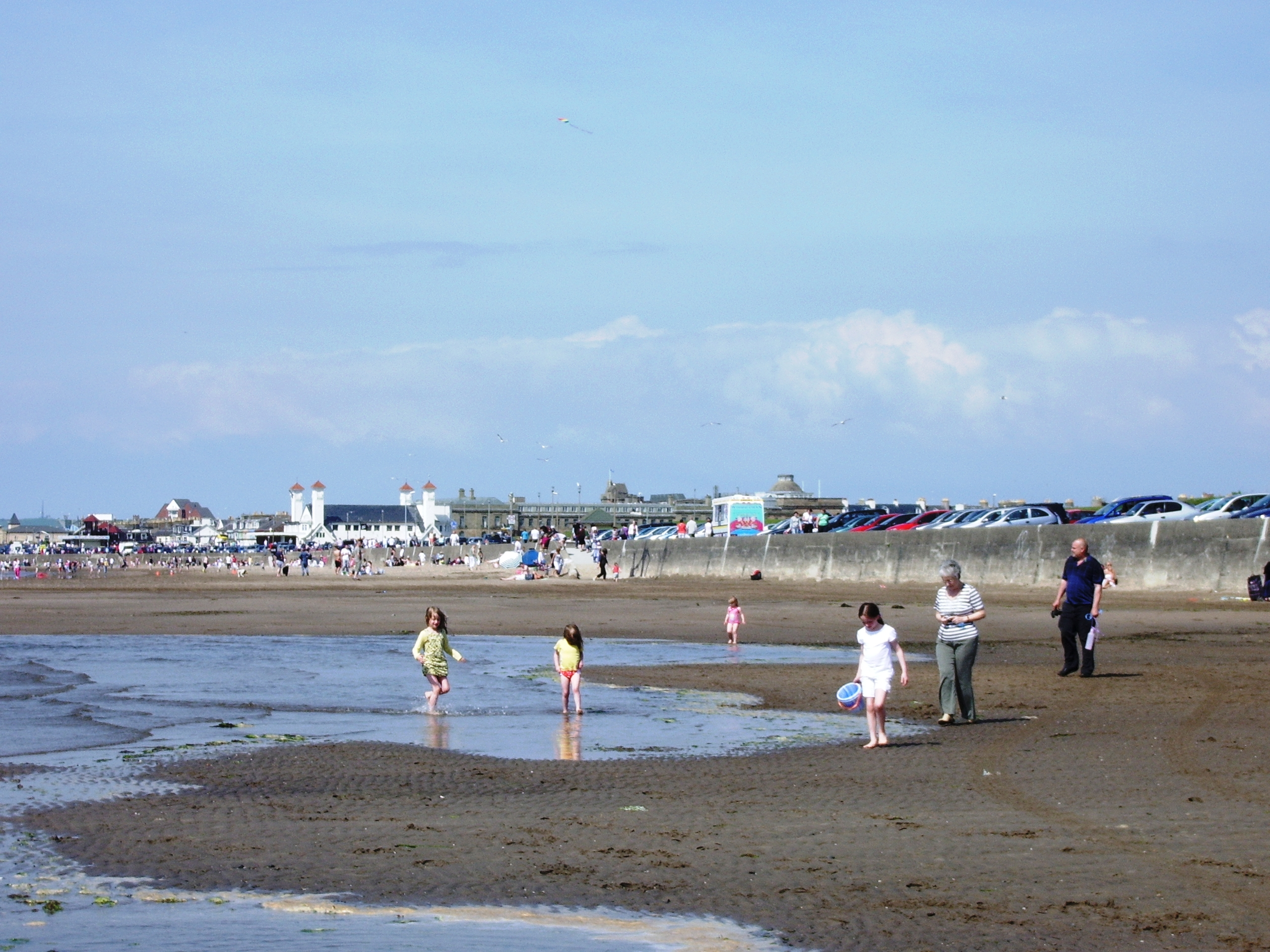
Strand von Ayr bei Ebbe
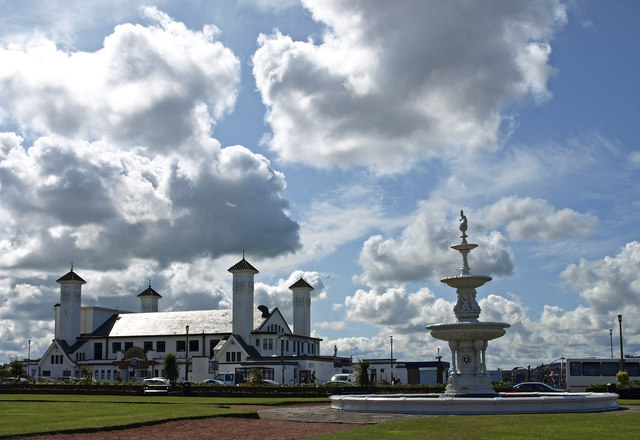
Place de Saint-Germain-en-Laye